# 瑪蒂娜·麥克布萊德
瑪蒂娜·麥克布萊德（英語：Martina McBride），原名瑪蒂娜·瑪麗亞·希夫（英語：Martina Mariea Schiff），出生於1966年7月29日，是一位美國鄉村音樂歌手兼詞曲創作人。她以其女高音音域和鄉村流行音樂風格著稱。麥克布萊德在1991年簽約RCA唱片公司，並於次年以單曲《The Time Has Come》首次亮相。 隨著時間的推移，她發展出一種流行風格的跨界音樂，並在Billboard鄉村音樂榜和成人當代榜上取得了一系列的重大熱門單曲。

## 早年生活
瑪蒂娜·麥克布萊德於1966年7月29日出生在堪薩斯州的沙龍鎮。她有兩個兄弟，馬丁和史蒂夫，以及一個妹妹，吉娜。她的父母擁有一個乳製品農場，父親達里爾還經營一家櫥櫃店。達里爾讓瑪蒂娜從小接觸鄉村音樂，這幫助她培養了對唱歌的熱愛。放學後，她經常跟隨父親的樂隊The Schiffters起唱歌，並逐漸開始在樂隊中擔任鍵盤手。青少年時期，她加入了一支名為The Penetrators當地搖滾樂隊。1987年，她與錄音工程師約翰·麥克布萊德結婚，並於1989年搬到納什維爾，開始了她的音樂事業。

## 音樂事業

### 1992年–1995年: 《The Time Has Come》與《The Way That I Am》
瑪蒂娜·麥克布萊德的首張專輯《The Time Has Come》於1992年發行，由保羅·沃利和埃德·希製作。這張專輯的標題曲在鄉村音樂排行榜上名列第23位。她的第二張專輯《The Way That I Am》於1993年發行，包含熱門單曲《My Baby Loves Me》和《Independence Day》。其中《Independence Day》因其探討家庭暴力的主題而引發廣泛關注，並獲得了多項音樂獎項。

### 1995年–1999年: 《Wild Angels》與《Evolution》
1995年，麥克布萊德發行了第三張專輯《Wild Angels》，其中的同名歌曲成為她首支鄉村音樂榜冠軍單曲。1997年，她的第四張專輯《Evolution》發行，並產生了多首熱門單曲，包括《A Broken Wing》和《Valentine》。這張專輯最終獲得雙白金認證。

### 1999年–2002年: 《Emotion》與《Greatest Hits》
麥克布萊德於1999年發行了第六張專輯《Emotion》，其中的單曲《I Love You》成為她的又一首冠軍單曲。2001年，她推出了首張精選集《Greatest Hits》，這張專輯收錄了她迄今為止的多首熱門歌曲，並包括四首新歌，這些新歌在2001年至2003年間均進入鄉村音樂排行榜前十名。.

### 2003年–04年: 《Martina》
2003年，麥克布萊德發行了第七張專輯《Martina》，該專輯以慶祝女性為主題。首支單曲《This One's for the Girls》在成人當代榜上名列第一。這張專輯還包括熱門單曲《In My Daughter's Eyes》和《God's Will》。

### 2005年–2008年: 《Timeless》與《Waking Up Laughing》
2005年，麥克布萊德發行了翻唱專輯《Timeless》，其中包含多首經典鄉村歌曲。這張專輯在發行的第一周內售出超過25萬張。2007年，她發行了第九張專輯《Waking Up Laughing》，這是她首次參與創作的專輯。專輯中的單曲《Anyway》成為熱門歌曲。

### 2008年–2010年: 《Shine》
麥克布萊德的第十張專輯《Shine》於2009年發行，並在美國鄉村音樂專輯榜上名列前茅。專輯中的單曲《Ride》和《I Just Call You Mine》均取得了不錯的成績。

### 2010年–2016年: 《Eleven》與《Everlasting》
2011年，她簽約Republic Nashville並發行了專輯《Eleven》。這張專輯中的單曲《I'm Gonna Love You Through It》成為熱門歌曲。2014年，她發行了R&B和靈魂音樂翻唱專輯《Everlasting》，並與凱莉·克拉克森和加文·德格羅合作。

### 2016年至今: 《Reckless》與《Vocal Point》播客
2016年，麥克布萊德發行了專輯《Reckless》。.該專輯在Billboard鄉村音樂專輯榜上名列第二。同年，她啟動了名為「Love Unleashed」的巡演。2019年，她開始了名為《Vocal Point》的播客節目，邀請各界人士進行廣泛的討論。

## 個人生活
瑪蒂娜·麥克布萊德於1988年與錄音工程師約翰·麥克布萊德結婚，並育有三個女兒：德萊妮、艾瑪和艾娃。成為母親後，麥克布萊德減少了巡演次數，以便更多地陪伴家人。

## 慈善工作
瑪蒂娜·麥克布萊德積極參與多項慈善活動，特別關注家庭暴力問題。她是多個相關組織的代言人，並定期舉辦籌款活動。她還創立了「Team Music is Love」慈善計劃，通過音樂傳遞愛與關懷。

## 音樂作品
瑪蒂娜·麥克布萊德已發行了14張錄音室專輯和多張精選集，包括：
- 《The Time Has Come》（1992年）
- 《The Way That I Am》（1993年）
- 《Wild Angels》（1995年）
- 《Evolution》（1997年）
- 《White Christmas》（1998年）
- 《Emotion》（1999年）
- 《Martina》（2003年）
- 《Timeless》（2005年）
- 《Waking Up Laughing》（2007年）
- 《Shine》（2009年）
- 《Eleven》 (2011年年）
- 《Everlasting》（2014年）
- 《Reckless》 （2016年）
- 《It's the Holiday Season》（2018年）

## 巡迴演唱
瑪蒂娜·麥克布萊德曾進行多次個人巡演和聯合巡演，包括：
- 《Evolution Tour》（1997-98年）
- 《Emotions Tour》（1999-2000年）
- 《Greatest Hits Tour》（2002-03年）
- 《Timeless Tour》（2006年）
- 《Waking Up Laughing Tour》（2007-08年）
- 《One Night Tour》（2011-12年）
- 《Everlasting Tour》（2014-15年）
- 《Love Unleashed Tour》（2016-17年）

她還參加了多場假日音樂會，如《Joy of Christmas Tour》。

## 獎項與提名
瑪蒂娜·麥克布萊德曾多次獲得鄉村音樂協會獎（CMA）和學院鄉村音樂獎（ACM）的女性歌手獎提名，並曾14次獲得葛萊美獎提名。她的主要獎項包括4次鄉村音樂協會年度最佳女歌手獎以及3次學院鄉村音樂獎最佳女歌手獎。

## 外部連結
- Martina McBride在互联网电影资料库（IMDb）上的資料（英文）